# Katastralgemeinde St. Walburgen
Die Katastralgemeinde St. Walburgen ist eine von zehn Katastralgemeinden der Gemeinde Eberstein im Bezirk Sankt Veit an der Glan in Kärnten. Sie hat eine Fläche von 316,11 ha.
Die Katastralgemeinde gehört zum Sprengel des Vermessungsamtes Klagenfurt.

## Lage
Die Katastralgemeinde liegt im Südosten des Bezirks Sankt Veit an der Glan, in der Gemeinde Eberstein, im Görtschitztal, links der Görtschitz zwischen den Orten Eberstein und Brückl. Die Katastralgemeinde erstreckt sich über eine Höhenlage von 509 m ü. A. im Süden der Katastralgemeinde bis zu 690 m ü. A. östlich von Micheldorf.

## Ortschaften
Auf dem Gebiet der Katastralgemeinde St. Oswald liegt die Ortschaft St. Walburgen.

## Vermessungsamt-Sprengel
Die Katastralgemeinde gehört seit 1. Jänner 1998 zum Sprengel des Vermessungsamtes Klagenfurt. Davor war sie Teil des Sprengels des Vermessungsamtes St. Veit an der Glan.

## Geschichte
Ende des 18. Jahrhunderts wurden die Kärntner Steuergemeinden (später: Katastralgemeinden) gebildet und Steuerbezirken zugeordnet. Die Steuergemeinde St. Walburgen wurde Teil des Steuerbezirks Eberstein.
Im Zuge der Reformen nach der Revolution 1848/49 wurden in Kärnten die Steuerbezirke aufgelöst und Ortsgemeinden gebildet, die jeweils das Gebiet einer oder mehrerer Steuergemeinden umfassten. Die Steuer- bzw. Katastralgemeinde St. Walburgen wurde zunächst Teil der Gemeinde Eberstein. Die Größe der Katastralgemeinde wurde für 1849 mit 552 Österreichischen Joch und 660 Klaftern (ca. 318 ha, also geringfügig mehr als die heutige Fläche, denn infolge einer Begradigung der Görtschitz wurde an zwei Stellen die Grenze zur Katastralgemeinde Gutschen später geändert) angegeben; damals lebten 257 Personen auf dem Gebiet der Katastralgemeinde. 1865 kam die Katastralgemeinde St. Walburgen an die Gemeinde Brückl. Seit 1888 gehört sie wieder zur Gemeinde Eberstein.
Die Katastralgemeinde St. Walburgen gehörte ab 1850 zum politischen Bezirk Sankt Veit an der Glan und zum Gerichtsbezirk Eberstein. Von 1854 bis 1868 gehörte sie zum Gemischten Bezirk Eberstein. Seit der Reform 1868 ist sie wieder Teil des politischen Bezirks Sankt Veit an der Glan, zunächst als Teil des Gerichtsbezirks Eberstein, seit dessen Auflösung 1978 als Teil des Gerichtsbezirks St. Veit an der Glan.